# 6504 Лембрук
6504 Лембрук (6504 Lehmbruck) — астероїд головного поясу, відкритий 24 вересня 1960 року.
Тіссеранів параметр щодо Юпітера — 3,487.